# カルロス・ペレ
カルロス・アルベルト・ペレ・アギーレ（スペイン語: Carlos Alberto Pere Aguirre、1974年 - ）は、パナマの実業家、外交官。現地企業のオーナーやケーブル・アンド・ワイヤレスパナマ法人の商業広告ディレクターを経て、2019年10月より駐日大使を務めている（但し、信任状捧呈は年明けの2020年3月）。

## 経歴
ラテンアメリカ科学技術大学（ULACIT-LIU）でインダストリアル・エンジニアリングを専攻し、1995年に同大学を卒業。
また、2018年にはADENビジネススクールパナマ校（ADEN Business School Panamá）でリーダーシッププログラムを修了している。
507 Tactical Shop のオーナー、Athens Pizza and Coffee United のオーナー、ケーブル・アンド・ワイヤレスパナマ法人の商業広告ディレクターを経て、2019年10月に駐日大使を拝命。2020年3月、皇居で信任状を捧呈した。
2024年8月15日、旭日大綬章を受勲した。

## 駐日大使として
ペレが次期大使として在任中の2019年10月22日、皇居正殿松の間で今上天皇の即位礼正殿の儀が執り行われ、ラウレンティノ・コルティソ大統領及びジャスミン・コロン夫人と共に参列した。
2020年3月13日、皇居で信任状を捧呈し、駐日大使として正式に就任した。
駐日大使在任中の2020年は新型コロナウイルス感染症（COVID-19）が世界的に大流行した年であり、この年、日本タオル三大産地の愛媛県今治市から駐日パナマ大使館にタオルマスク1000枚が寄贈された。これを受けて7月13日、ペレ大使は菅良二今治市長とのオンライン会議の席上で、菅市長に対して「国内は厳しい状況にある。マスクの質が素晴らしく、心から感謝する」と述べた。
2020年8月6日、原爆投下から75年目を迎える広島で開催された平和記念式典に参列し、原爆死没者への哀悼と平和への祈りを捧げた。